# Лаборецка Врховина
Лаборецка Врховина, Лаборецкая возвышенность (словац. Laborecká vrchovina), часть Низких Бескид. Наивысшая точка — гора Высоки Грунь, 905 м. Лаборецкая возвышенность относится к бассейну Лаборца и частично Ондавы. Лаборецкая возвышенность в основном покрыта елово-пихтовыми и буковыми лесами. Здесь встречаются много видов животных, например, волки и медведи. Через Дукельский перевал по Лаборецкой Врховине с древности ведёт важная дорога из Польши в Венгрию.

## Достопримечательности
- Город Медзилаборце
- Город Свидник
- Униатский монастырь у Красного Брода, называемый русинским Девином